# Alexandra Navrotsky

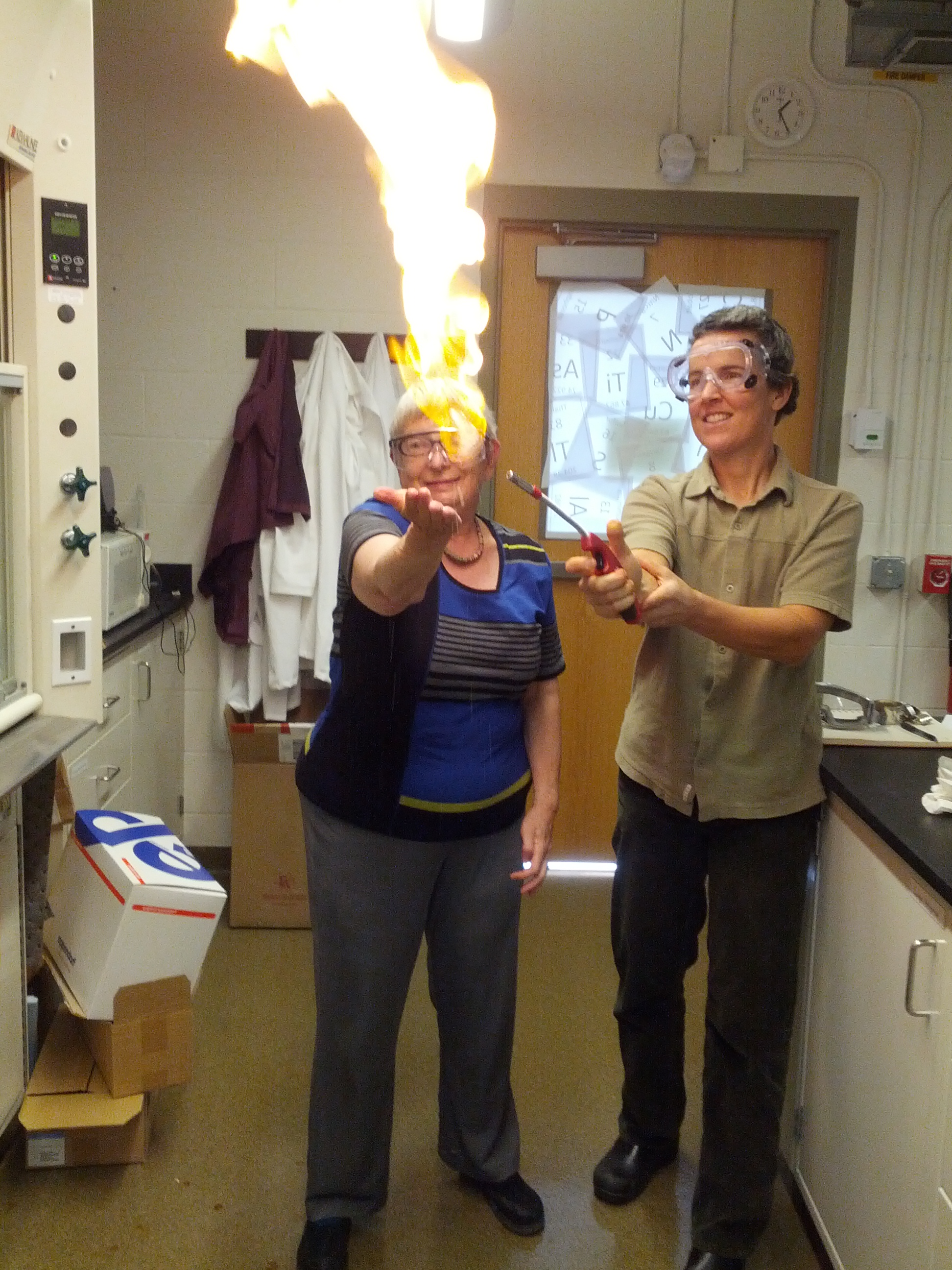
Alexandra Navrotsky.

Alexandra Navrotsky   (Nova York, 20 de juny de 1943) és una fisicoquímica del camp de la nanogeociencia. Va ser membre electa de l'Acadèmia Nacional de Ciències dels Estats Units (NAS). Va ser membre de la junta la divisió de Ciències i Recursos Terrestres de la NAS des de 1995 fins a 2000. En 2005 va ser premiada amb l'Urey Medal per la European Association of Geochemistry. En 2006 va ser premiada amb l'Harry H. Hess Medal per la American Geophysical Union. Actualment és la directora de la Unitat de Recerca Organitzada de Nanomaterials en Ambient, Agricultura i Tecnologia (NEAT ORU), un programa primari en nanogeociencia. Navrotsky és una professora distingida a la Universitat de Califòrnia en Davis.

## Carrera
Navrotsky es va graduar en la Bronx High School of Science a Nova York. Va rebre un Bachelor of Science el 1963, un Master of Science el 1964 i un Philosophiæ doctor en fisicoquímica el 1967 a la Universitat de Chicago, on va estudiar sota la tutela del professor Ole J. Kleppa. El 1967 va ser a Alemanya per treballar en el seu postdoctorat, però va tornar als Estats Units el 1968 i va continuar el seu treball de postdoctorat a la Universitat Estatal de Pennsilvània. Després es va unir a la Facultat de Química de la Universitat Estatal d'Arizona durant aproximadament cinc anys consecutius. El 1985 es va canviar al Departament de Ciències Geològiques i Geofísiques de la Universitat de Princeton, on va ser presidenta de junta des de 1988 fins a 1991.
El 1997 es va canviar a la Universitat de Califòrnia en Davis on es va convertir en professora interdisciplinària de Química de Ceràmica, Terra i Materials Ambientals. En 2001 va ser elegida per a la presidència Edward Roessler en Ciències Matemàtiques i Físiques. En 2013 va ser triada com a degana interina de Ciències Matemàtiques i Físiques en el Col·legi de Lletres i Ciències de la Universitat de Califòrnia en Davis. Les seves especialitats inclouen la química de l'estat sòlid, la ceràmica, la fisicoquímica de minerals i la geoquímica.

## Recerques relacionades a la geoquímica
Des de 1997 va construir una instal·lació de calorimetria d'alta temperatura, dissenyant i millorant la instrumentació encara en l'actualitat. També va introduir i va aplicar el mètode per mesurar l'energètica dels òxids cristal·litzats dels vidres, els amorfs, els materials nanofasètics, i els materials porosos en fases hidratants, carbonats, nitrurs i oxinitrurs.
El calorímetre de Navrotsky també ha estat usat per proveir dades termoquímiques per a una varietat de fases relacionades amb la perovskita, els quals són conseqüents amb la convecció i l'evolució d'escales planetàries. Una de les seves obres ha demostrat que moltes fases de la zeolita i dels materials mesoporosos tenen energies amb prou feines superiors a les dels seus polimorfs d'estats densos. Aquesta energia està associada a la presència o absència d'angles d'enllaç tibants, no a la densitat.

## Treball amb nanomaterials
Les seves recerques s'enfoquen principalment en l'estructura i l'estabilitat dels nanomaterials tant naturals com sintètics, així com a la seva dependència cap a la temperatura i la pressió. També busca aplicar els materials en el transport contaminant geoquímic de l'aire atès que es relaciona amb el canvi climàtic.